# Batalha de Sagunto
A Batalha de Sagunto, ocorrida em 25 de outubro de 1811 confrontou o Exército Imperial Francês de Aragão, sob o comando do Marechal Louis-Gabriel Suchet, contra um Exército Espanhol, liderado pelo Capitão-General Joaquín Blake. A tentativa espanhola de levantar o cerco ao Castelo de Sagunto fracassou quando os franceses, italianos e poloneses expulsaram suas tropas do campo de batalha em debandada. A ação ocorreu durante a Guerra Peninsular, parte das Guerras Napoleônicas. Sagunto fica a uma curta distância da costa leste da Espanha, cerca de 30 km ao norte de Valência.
Suchet invadiu a província de Valência em setembro de 1811. Ele tentou tomar rapidamente o Castelo de Sagunto, mas sua guarnição sob o comando do Coronel Luis Andriani repeliu dois ataques e o exército aliado francês foi forçado a sitiar a antiga fortaleza. Quando o exército de Blake avançou de Valência para levantar o cerco, Suchet posicionou seu exército, um pouco menor, para resistir aos espanhóis. O ataque de Blake ao flanco direito de Suchet fracassou e logo as tropas espanholas, mal treinadas, estavam em fuga. As tropas espanholas que atacavam o flanco esquerdo de Suchet eram, no entanto, mais robustas, e a disputa ali foi acirrada. Finalmente, as tropas imperiais ganharam vantagem e puseram em fuga quase todo o exército espanhol. A guarnição do Castelo de Sagunto logo se rendeu e os soldados de Blake retornaram a Valência, onde tentaram colocar as defesas da cidade em ordem.

## Antecedentes

### Exércitos
Sob o comando de Louis-Gabriel Suchet, o Exército Francês de Aragão concluiu com sucesso o Cerco de Tortosa, em 2 de janeiro de 1811 e o Cerco de Tarragona, em 29 de junho de 1811. Nessa última operação, os franceses mataram ou capturaram 15.000 soldados espanhóis, aniquilando dois terços do exército da Catalunha. As perdas francesas foram de 4.300 mortos e feridos. A captura de Tarragona rendeu a Suchet seu bastão de marechal. O Imperador Napoleão Bonaparte desejava subjugar a Província de Valência, mas essa campanha teve que esperar até que os franceses recapturassem o Castelo de Sant Ferran, que ficava em uma importante estrada entre a França e a Espanha. O Cerco de Figueras terminou em 19 de agosto de 1811 com a rendição espanhola. Seis dias depois, Napoleão ordenou que Suchet avançasse e tomasse Valência. O imperador presumiu que o Exército Espanhol de Valência estava em pânico e que a cidade seria uma presa fácil para o exército imperial francês. Napoleão errou, pois o Castelo de Sagunto resistiria por semanas.
Segundo o historiador Charles Oman, o Exército Valenciano tinha a "pior reputação de combate" de todos os exércitos espanhóis. Durante a campanha que terminou com a queda de Tarragona, esse exército mostrou-se incapaz de auxiliar a guarnição. Em outubro de 1811, o exército contava com 36.000 homens, incluindo a Divisão de Reserva, composta por recém-formados 3º Batalhões de antigos Regimentos. O 3º Batalhão sofria com a escassez de oficiais. As únicas formações de primeira classe eram as divisões dos Major-Generais Miguel Lardizabal y Uribe e José Pascual de Zayas y Chacón, veteranos da Batalha de Albuera. Quando Blake assumiu o comando do Exército de Valência, trouxe consigo de Cádiz essas duas divisões. Esperava-se que o Exército de Múrcia, sob o comando do Tenente-General Nicolás de Mahy y Romo, pudesse ajudar a defender Valência do esperado ataque de Suchet.
O Exército de Aragão do Marechal Suchet contava com 50.000 soldados, mas, após deduzir guarnições e doentes, restavam apenas 31.000 homens disponíveis em campo. Havia também 15.000 soldados nas divisões dos Generais de Divisão Honoré Charles Reille e Filippo Severoli em Navarra e no oeste de Aragão. Essas boas tropas logo seriam designadas ao comando de Suchet. O Exército Francês da Catalunha do General de Divisão Charles Mathieu Isidore Decaen contava com 23.000 soldados. No entanto, como os milicianos catalães eram tão ativos, nenhum homem pôde ser poupado da força de Decaen. Suchet designou a divisão do General de Divisão Bernard-Georges-François Frère, com 7.000 homens, para proteger suas comunicações de retaguarda. Suchet selecionou cuidadosamente 22.000 militares de sua melhor infantaria para a campanha de Valência, deixando 6.800 de seus homens menos eficazes para guarnecer sua linha de suprimentos. O único elemento problemático do exército de campanha imperial francês eram os 1.500 napolitanos sob o comando do General de Divisão Claude Antoine Compère. O exército invasor de Suchet incluía quase toda a sua cavalaria e artilharia de campanha disponíveis.

### Operações
A coluna da esquerda de Suchet avançou para sudoeste ao longo da estrada costeira de Tortosa, onde o trem de cerco francês e a maior parte dos suprimentos estavam guardados. Na coluna costeira de 11.000 homens, estavam a divisão de infantaria francesa do General de Divisão Pierre-Joseph Habert, a brigada de infantaria do General de Brigada Louis Benoît Robert, da divisão francesa do General de Divisão Louis François Félix Musnier, quase toda a cavalaria e toda a artilharia de campanha. A brigada do General de Brigada Florentin Ficatier, da divisão de Musnier, acompanhou os lentos canhões de cerco. Musnier não se juntou à expedição. Ao invés vez disso, comandou as guarnições que guardavam a linha de suprimentos francesa. A coluna central moveu-se para o sul pela estrada da montanha via Alcañiz e Morella. A coluna de 7.000 homens era composta pela divisão de infantaria italiana do General de Divisão Giuseppe Federico Palombini e pelos napolitanos de Compère. A coluna da direita marchou para sudeste pela estrada montanhosa de Teruel e era composta por 5.000 homens da divisão de infantaria francesa do General de Divisão Jean Isidore Harispe. Harispe enfrentava o maior perigo porque suas tropas estavam mais próximas do exército espanhol de Blake. 
Acontece que Blake se resignou a uma defesa passiva desde o início, instando seus soldados a construir uma linha fortificada e entrincheirada cobrindo Valência. Cerca de 32 quilômetros ao norte de Valência, em Sagunto, Blake ordenou a construção de uma poderosa fortaleza. Em março de 1810, o local abandonado continha apenas as ruínas da cidade romana de Sagunto, no topo da colina, que mais tarde foi ocupada pelos mouros. Por recomendação do oficial britânico Charles William Doyle, trabalhadores espanhóis restauraram as antigas muralhas preenchendo as lacunas com blocos de pedra das antigas ruínas. O teatro romano, relativamente intacto até então, foi desmontado para fornecer materiais de construção. No entanto, a obra ainda estava inacabada quando o exército de Suchet avançou. A fortaleza era guarnecida por 2.663 soldados sob o comando do Coronel Andriani. Havia cinco batalhões, incluindo dois recém-formados 3º Batalhões. A guarnição contava com 17 canhões, dos quais apenas três eram de 12 libras e os demais, peças mais leves. Os espanhóis também guarneceram Peníscola com 1.000 soldados e Oropesa del Mar com mais 500.
Em 15 de setembro, as três colunas imperiais francesas começaram a se movimentar. Dois dias depois, a coluna da esquerda de Suchet contornou Peníscola, deixando um batalhão e alguns hussardos para vigiar o local. Em 19 de setembro, a coluna costeira francesa passou pelas duas torres defendidas perto de Oropesa. Naquela noite, a coluna central de Palombini juntou-se à coluna da esquerda, sem encontrar oposição ao longo de sua rota. Blake enviou a divisão do general José Obispo para bloquear a coluna de Harispe na passagem de Barraques. Harispe detectou a força espanhola e tomou uma estrada secundária a leste para evitar Obispo. Esta divisão francesa marchou pelo vale do rio Mijares até a costa para se juntar às outras duas colunas. Em 22 de setembro, todo o exército de Suchet partiu de Castellón de la Plana, derrotando 500 militares espanhóis em Villarreal e no dia seguinte estava diante do Castelo de Sagunto.

## Cerco

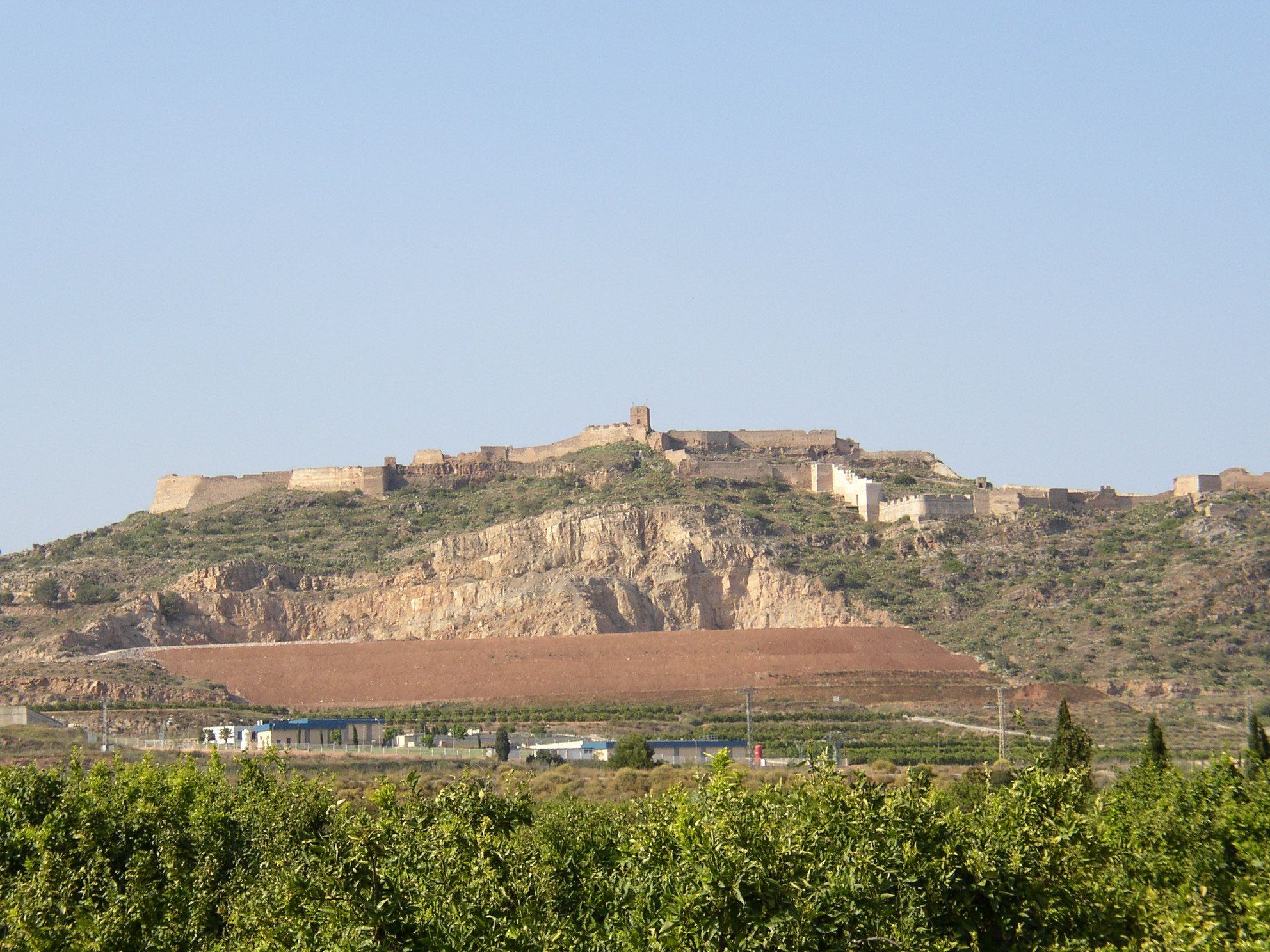
Castelo de Sagunto. A foto mostra uma grande colina coberta por muralhas de castelo.

Em 23 de setembro, o exército imperial francês investiu contra o Castelo de Sagunto, enviando a divisão de Habert ao redor do lado leste e a divisão de Harispe ao redor do lado oeste. A cavalaria de Suchet varreu a região para o sul, a menos de 10 km de Valência, sem encontrar oposição significativa. A divisão de Palombini pairou a noroeste para interceptar qualquer tentativa espanhola de perturbar o cerco. Vendo que as defesas do castelo estavam incompletas e duas brechas na muralha eram visíveis, Suchet decidiu tentar um golpe de mão à meia-noite de 27 para 28 de setembro. Duas colunas, cada uma com 300 homens, foram formadas por voluntários da divisão de Habert. Uma terceira coluna de apoio, de tamanho semelhante, foi montada na cidade de Campo de Murviedro, na base da colina do castelo. Habert mantinha 2.000 homens prontos para apoiar um avanço. Para enganar os defensores, seis companhias de italianos de Palombini montaram um desvio contra outra parte da fortaleza. Suchet esperava que o ataque fosse uma surpresa. 

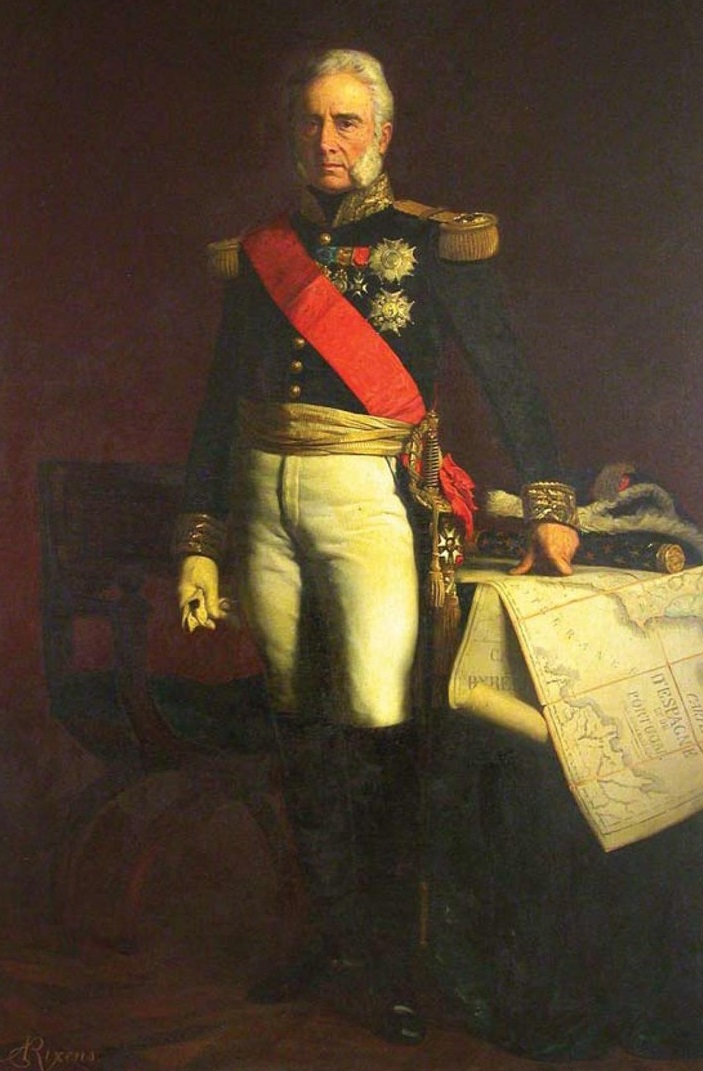
Jean Isidore Harispe.

No escuro, os grupos de assalto franceses avançaram sorrateiramente para uma grande cisterna próxima ao antigo teatro romano. Nesse ponto, estavam a 120 metros das duas brechas. Por algum acidente, houve um tiroteio e as colunas de assalto saíram prematuramente da cobertura, apenas para encontrar os defensores espanhóis em alerta. Os atacantes conseguiram fincar várias escadas contra a muralha, mas as tropas espanholas lutaram com coragem desesperada. Todos os franceses que chegaram ao topo da muralha foram mortos e as escadas foram derrubadas. Os franceses avançaram bravamente, mas seus oponentes mantiveram suas posições com firmeza. À meia-noite, os homens de Palombini lançaram seu desvio, que foi recebido com fortes disparos de mosquete. No entanto, isso não fez com que a guarnição transferisse suas tropas para longe do ataque principal. A terceira coluna foi comprometida com o assalto principal, mas esse esforço também falhou. Finalmente, os sobreviventes recuaram para se proteger. Então, Suchet autorizou as colunas de assalto a recuar. O marechal admitiu perdas de 247 mortos e feridos, embora outra fonte tenha afirmado que houve 360 baixas, incluindo 52 italianos. As perdas espanholas foram de apenas 15 mortos e menos de 30 feridos.

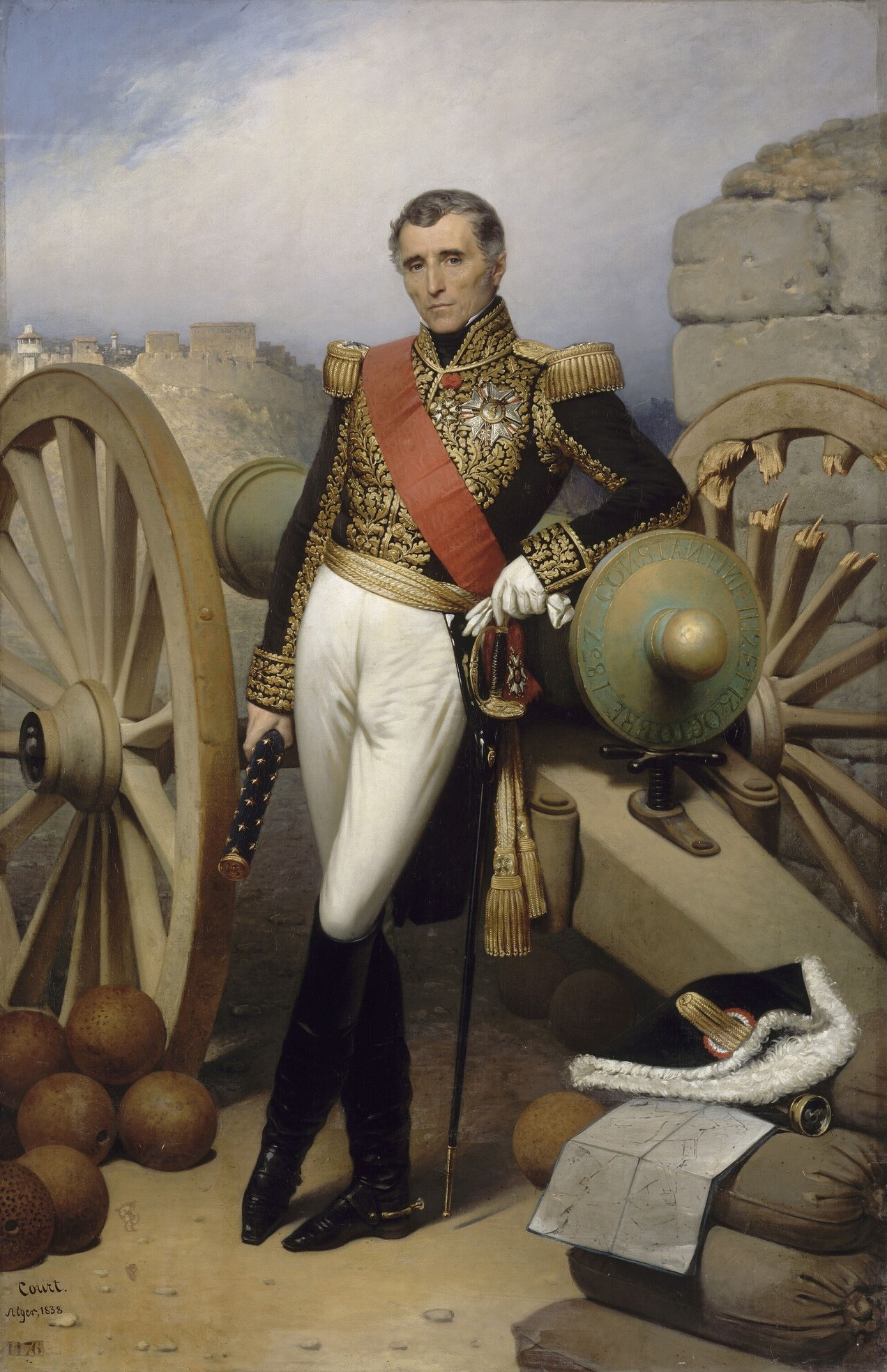
Sylvain Charles Valée. A pintura mostra um homem sem chapéu, apoiado em um grande canhão e segurando um bastão de marechal na mão direita. Ele veste um casaco militar azul-escuro coberto com renda dourada, calções brancos e botas pretas.

Após esse fracasso, Suchet ordenou que a brigada de Ficatier e os canhões de cerco se juntassem a ele. Em sua lenta jornada a partir de Tortosa, os canhões pesados precisariam primeiro destruir as duas torres de Oropesa, levando-as à submissão. O marechal francês dividiu seu exército em uma força de bloqueio para cercar o Castelo de Sagunto e uma força de cobertura para se defender da interferência espanhola. Enquanto aguardavam os canhões de cerco, as tropas de engenharia francesas começaram a preparar posições de bateria e rampas para levar seus canhões até o topo da colina. Blake não confiava em seus soldados para lutar em campo aberto contra o veterano exército de Suchet. Mahy, que comandava o exército de Múrcia, reclamou que suas tropas não confiavam em suas habilidades de combate. Nessa situação, Blake esperava forçar Suchet a recuar cortando sua linha de suprimentos. Ele enviou a divisão de Obispo para Segorbe, onde bloqueou a estrada de Teruel. O principal esforço contra as comunicações de Suchet foi feito pelas guerrilhas.
Juan Martín Díez, José Durán e seus bandos guerrilheiros atacaram Calatayud, forçando seus defensores franco-italianos a se refugiarem em um convento fortificado. Os guerrilheiros de Martín repeliram uma coluna de reforço de 1.000 homens e, em seguida, os espanhóis forçaram os 560 sobreviventes a se renderem em 3 de outubro de 1811, explodindo duas minas sob as muralhas. Nessa época, a divisão italiana de 7.000 homens de Severoli reforçou as forças de ocupação imperiais de Aragão, restaurando sua confiança abalada. Francisco Espoz y Mina com 4.000 guerrilheiros sitiou Ejea de los Caballeros, forçando sua guarnição a abrir caminho e se juntar a uma coluna de reforço de 800 homens liderada pelo Coronel Ceccopieri. Sem perceber a força de Mina, Ceccopieri marchou com seu batalhão do 7º Regimento de Infantaria de Linha Italiano para socorrer Ayerbe. Em 16 de outubro, Mina emboscou os italianos, matando 200 soldados e seu comandante, e capturando os 600 sobreviventes. Mina então conduziu seus prisioneiros para Mutriku na costa norte e os entregou à fragata HMS Iris. No entanto, esses pequenos desastres não conseguiram distrair Suchet de seu cerco a Sagunto.

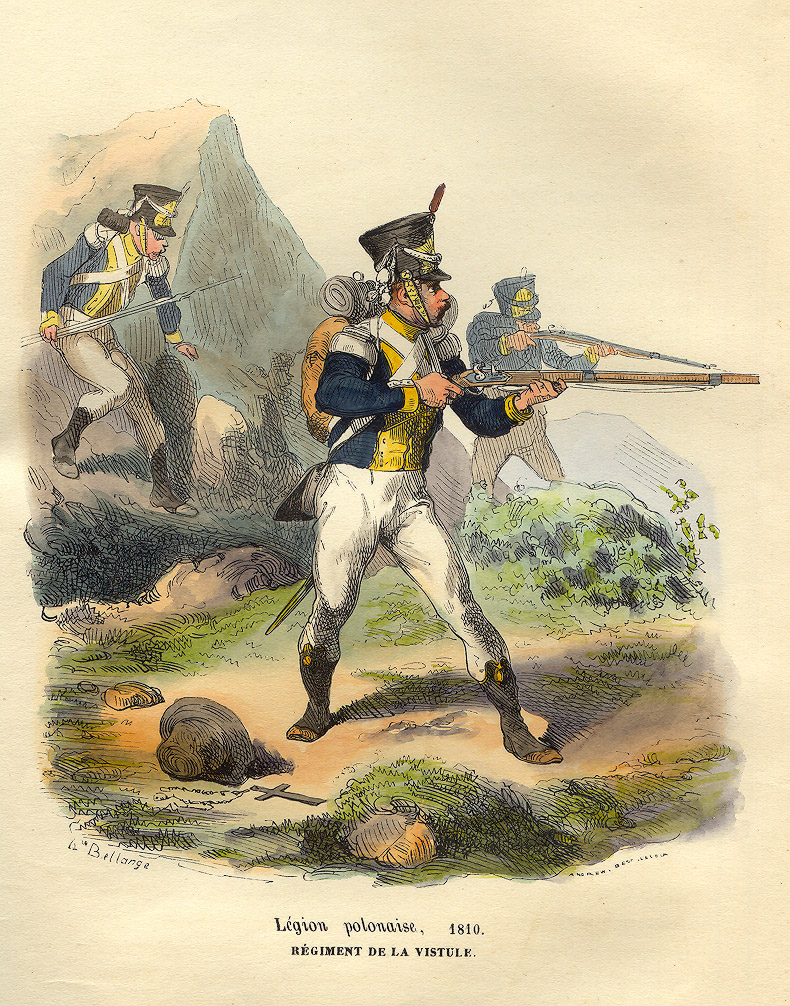
Poloneses da Legião do Vístula. Impressão colorida de um soldado apontando um mosquete. Ele veste um casaco azul-escuro com frente e punhos amarelos, calções brancos e polainas pretas. A legenda diz: Legião Polonesa e Regimento da Vístula.

Blake fez mais algumas tentativas ineficazes de interferir no cerco. Suchet enviou a divisão de Palombini e a brigada de Robert para expulsar a divisão de Obispo de Segorbe, o que foi feito facilmente. Em 2 de outubro, a divisão de Harispe e a brigada de Robert expulsaram as tropas do Tenente-General Charles O'Donnell de Benaguasil, infligindo 400 baixas às tropas espanholas e sofrendo cerca de 60 baixas. Ao ouvir o rumor de que tropas francesas se aproximavam de Madri, Blake enviou os murcianos de Mahy em uma marcha infrutífera até Cuenca, onde encontraram apenas um batalhão inimigo, que escapou. Em 10 de outubro, os canhões de cerco de Suchet chegaram a Oropesa, onde forçaram a rendição de 215 soldados espanhóis na primeira torre. No dia seguinte, as tropas na segunda torre foram evacuadas pelo navio de linha HMS Magnificent. Em 12 de outubro, o tão necessário trem de cerco chegou ao Castelo de Sagunto. A brigada de Ficatier foi mobilizada para defender Segorbe, Oropesa e Almenara.
Os generais da Divisão Sylvain Charles Valée e Joseph Rogniat, comandantes de Artilharia e Engenharia de Suchet, respectivamente, chegaram com o trem de cerco. As tropas de Suchet levaram quatro dias para arrastar os canhões pesados morro acima e colocá-los em bateria. Como o morro era rochoso, as tropas imperiais tiveram que trazer terra do sopé do morro para construir parapeitos. Em 16 de outubro, os canhões de cerco abriram fogo e, na tarde do dia 18, os artilheiros e engenheiros relataram que havia uma brecha nas defesas espanholas no reduto de Dos Mayo. Suchet ordenou um ataque para aquela noite. O plano previa que 400 homens da divisão de Habert liderassem o ataque e fossem apoiados pelos italianos de Palombini. Os canhões de cerco martelaram a brecha até o último minuto, causando baixas entre os defensores, que bravamente permaneceram em seus postos, empilhando sacos de areia e outras obstruções na brecha. Às 17h, os homens da coluna de assalto avançaram sobre as defesas e chegaram até a metade da brecha antes de serem detidos por fogo intenso. Os poucos soldados franceses que conseguiram chegar ao topo foram esfaqueados ou baleados. O ataque foi um fracasso completo e Habert logo ordenou que os homens recuassem. Suchet admitiu ter sofrido 173 baixas, mas o total real era próximo de 300.
Após a repulsão, Rogniat convenceu Suchet a recorrer a métodos de cerco. Os defensores continuaram a resistir ferozmente e os franceses perdiam de 15 a 20 homens por dia em seu esforço para se aproximar das fortificações espanholas. Enquanto isso, Blake enviou novamente Obispo para tomar Segorbe. Suchet rebateu essa ação enviando Palombini, em 20 de outubro, com 4.500 soldados franco-italianos para limpar a estrada para Teruel. No dia 24, Palombini estava de volta com o exército de Suchet. Retornando de sua inútil excursão a Cuenca, Mahy juntou-se a Blake em 23 de outubro e, no dia seguinte, Blake partiu com seu exército para socorrer o Castelo de Sagunto.  A estratégia de Blake de evitar a batalha era profundamente impopular em Valência, e ele precisava lutar uma batalha ou enfrentar a remoção de seu comando. 

## Batalha

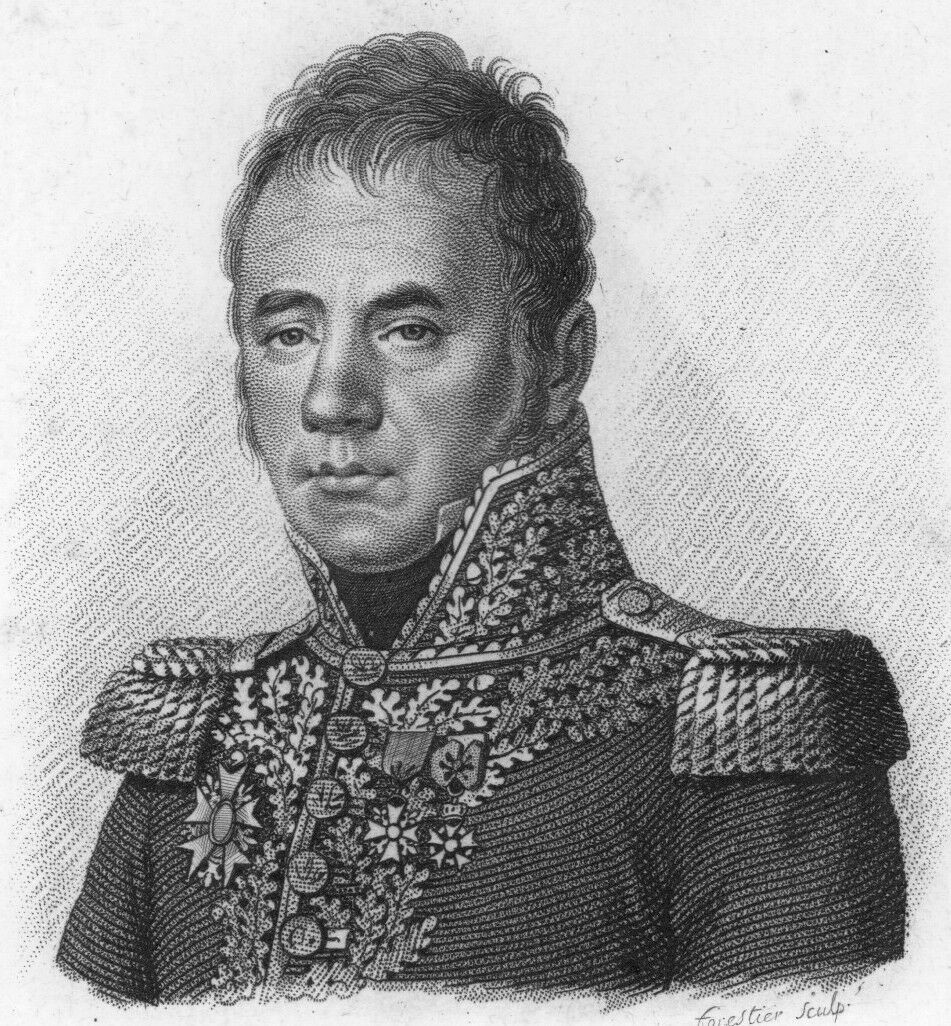
Pierre-Joseph Habert. Impressão em preto e branco de um homem de aparência sombria e cabelos ondulados. Ele veste um uniforme militar da era napoleônica com dragonas e muitas rendas douradas.

Blake planejava atacar e segurar o exército imperial francês com sua ala direita, enquanto esmagava o flanco direito inimigo com o grosso de seu exército. O ataque da ala direita foi liderado pelas veteranas divisões de infantaria de Zayas (2.500 homens) e Lardizabal (3.000 homens). Estas eram apoiadas por 3.500 soldados de infantaria da Reserva Valenciana sob o comando do General Velasco, 300 cavaleiros sob o comando do General Loy, 800 homens da cavalaria valenciana sob o comando do General Caro e três baterias de artilharia. A ala esquerda de Blake era composta pelas divisões de infantaria valenciana dos generais José Miranda (4.000 homens), Pedro Villacampa (3.350 homens) e José Obispo (3.400 homens), e pelas brigadas de infantaria murcianas de Mahy, lideradas pelos generais Juan Creagh e Eugenio Palafox Portocarrero, o Conde de Montijo (4.600 homens no total). O general San Juan liderava uma brigada de 900 valencianos e uma segunda brigada de 800 homens da cavalaria murciana. Havia 18 canhões de campanha em três baterias. O'Donnell planejava atacar com Villacampa e Miranda, enquanto Obispo entrava na retaguarda direita imperial. Mahy e San Juan apoiariam o ataque de O'Donnell, enquanto dois batalhões murcianos sob o comando do coronel O'Ronan serviriam de elo entre Obispo e O'Donnell. No total, Blake enviaria 10.500 soldados contra o flanco esquerdo de Suchet e 17.000 contra o seu flanco direito.
Suchet manteve o cerco do Castelo de Sagunto com o 117º Regimento de Infantaria de Linha da divisão de Habert e a brigada do General de Brigada Éloi Charles Balathier da divisão de Palombini. Os napolitanos de Compère vigiavam a estrada para Segorbe, que corre a noroeste.  Aproximadamente 4.000 soldados permaneceram nas linhas de cerco. Para enfrentar o exército de Blake, Suchet mobilizou 12.000 soldados de infantaria, 1.800 de cavalaria e seis baterias de artilharia de campanha, totalizando cerca de 14.000 homens. Embora em desvantagem numérica de quase dois para um, o marechal francês sabia que seu exército era qualitativamente superior ao exército do oponente. Suchet posicionou a divisão de Habert (2.500 homens) no flanco esquerdo e a divisão de Harispe (3.600 homens) no centro. A reserva era composta por 2.000 soldados de infantaria da brigada italiana do General de Brigada Vertigier Saint Paul e 1.300 soldados de cavalaria. Guardando o flanco direito, estavam a brigada de Robert (2.500 homens), o Regimento de Dragões Italiano "Napoleão" do Coronel Schiazzetti (450 homens) e uma bateria de artilharia. No último minuto, Suchet transferiu a 44ª Linha (1.800 homens), sob o comando do General de Brigada Józef Chłopicki para o flanco direito. Chłopicki era superior a Robert, então o polonês assumiu o comando do flanco direito. Enquanto a esquerda e o centro imperiais estavam posicionados na planície, o flanco direito alinhava-se com os cumes das Colinas de Sancti Espiritus. 

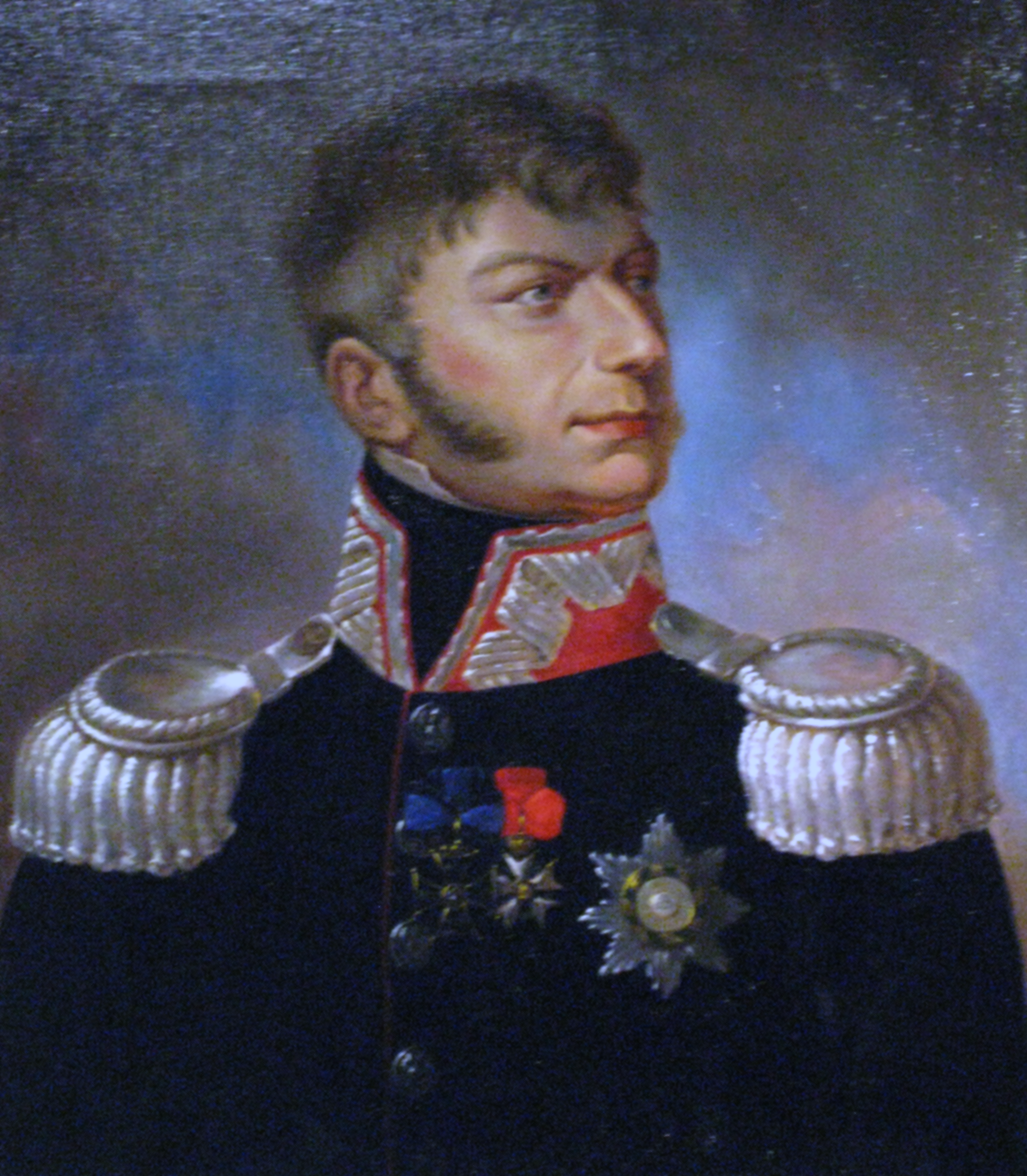
Józef Chłopicki. Pintura de um homem barbeado e com um olhar muito determinado. Ele veste um uniforme militar azul-escuro com dragonas prateadas e colarinho vermelho.

Por volta das 7h, os dois batalhões de O'Ronan encontraram a brigada de Robert e foram repelidos. Em seguida, as duas divisões de O'Donnell desceram as Colinas de Germanel e se moveram para atacar as tropas de Chłopicki. Enquanto marchavam pelas encostas das Colinas de Sancti Espritus, a divisão de Villacampa, à esquerda, estava um pouco à frente da divisão de Miranda, à direita. Na segunda linha, estava a cavalaria de San Juan e, bem na retaguarda, nas Colinas de Germanel, estava a infantaria murciana de Mahy. Quando as formações espanholas começaram a pressionar a linha de escaramuça imperial, Chłopicki ordenou um ataque. A brigada de Robert entrou em contato primeiro com os homens assustados de Villacampa e os empurrou para o sopé da colina sem muita resistência. Entre os cinco batalhões de Robert e os dois batalhões da 44ª Linha estavam os dragões de Schiazzetti. Esses cavaleiros avançaram morro abaixo, em direção à brecha entre as duas divisões valencianas, e então desviaram para o flanco esquerdo dos soldados de Miranda. Vendo a divisão de Villacampa ceder e os dragões italianos se aproximando pelo flanco, os homens de Miranda se viraram e fugiram de volta para o vale. O'Donnell ordenou que a cavalaria de San Juan avançasse para proteger sua infantaria. Reconhecendo a crise, Mahy avançou com suas tropas em direção à ação.
Após seu impressionante sucesso, Chłopicki deteve suas tropas, aguardando para ver como as coisas estavam no centro imperial e partiu. A essa altura, as duas divisões de O'Donnell eram massas fervilhantes na base da colina. Tendo reorganizado seus dragões, Schiazzetti os lançou contra a brigada de cavalaria valenciana de San Juan. Os infelizes cavaleiros espanhóis se viraram e galoparam para longe, atropelando os dois primeiros batalhões de Mahy quando apareceram, fazendo-os também fugir. Com isso, Chłopicki acenou para que seus sete batalhões avançassem e as duas divisões de O'Donnell se dissolveram em uma derrota completa. A brigada de cavalaria murciana e duas brigadas de infantaria também entraram em colapso. Mahy conseguiu formar uma retaguarda com um batalhão de cada um dos Regimentos de Infantaria de Cuenca e Molina (brigada de Montijo e divisão de Villacampa, respectivamente). Os demais se dispersaram em pânico. As perdas espanholas foram de apenas 400 mortos e feridos, mas as tropas imperiais reuniram cerca de 2.000 prisioneiros e alguns canhões. A divisão de Obispo chegou tarde demais. Os batalhões de O'Ronan se juntaram a ela e recuaram para o norte.

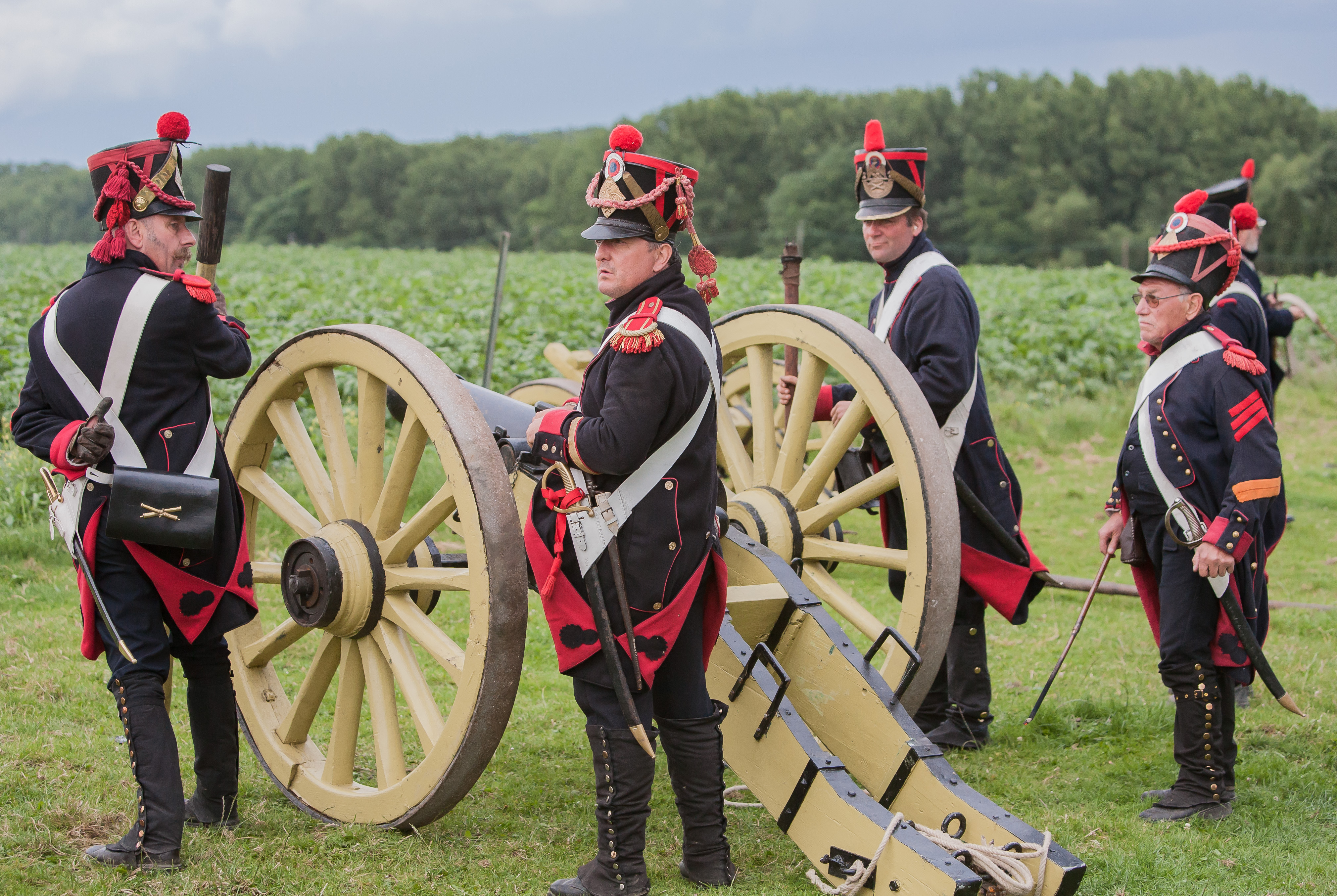
Encenadores da Batalha de Waterloo vestidos como artilheiros franceses. Foto de quatro encenadores vestidos como artilheiros franceses em uniformes azul-escuros. Eles estão perto de uma réplica de um canhão do início do século XIX.

Enquanto o fiasco à esquerda de Blake se desenrolava, a ala direita espanhola iniciou seu ataque. Habert manteve-se bem distante da costa, pois havia várias canhoneiras espanholas ali perto, disparando canhões. No flanco direito espanhol, a divisão de Zayas avançou e travou um duelo de mosquetes com as tropas de Habert, sem que nenhum dos lados obtivesse vantagem. No centro, ambos os lados tentaram ocupar uma colina entre as linhas de batalha, mas a brigada líder de Ladizabal, sob o comando do General Prieto, chegou primeiro. Prieto rapidamente mobilizou 1.500 soldados e uma bateria de artilharia para defender o outeiro. Suchet organizou um ataque liderado por quatro batalhões da 7ª Linha de Infantaria. Estes eram apoiados em cada flanco pela 116ª Linha e pelos poloneses da 3ª Legião do Vístula, um exemplo da ordem mista favorecida por Napoleão. Dois esquadrões do 4º Regimento de Hussardos e um esquadrão do 13º de Couraceiros cobriram o flanco esquerdo de Harispe. O ataque imperial forçou os homens de Prieto a recuar do outeiro, mas não antes de infligirem pesadas perdas aos seus inimigos. O General de Brigada Marie Auguste Paris foi ferido e Harispe teve seu cavalo morto sob seu comando. Lardizabal colocou sua segunda brigada e uma segunda bateria em ação contra as tropas de Harispe. Enquanto isso, uma bateria francesa começou a atacar o flanco direito de Lardizabal.

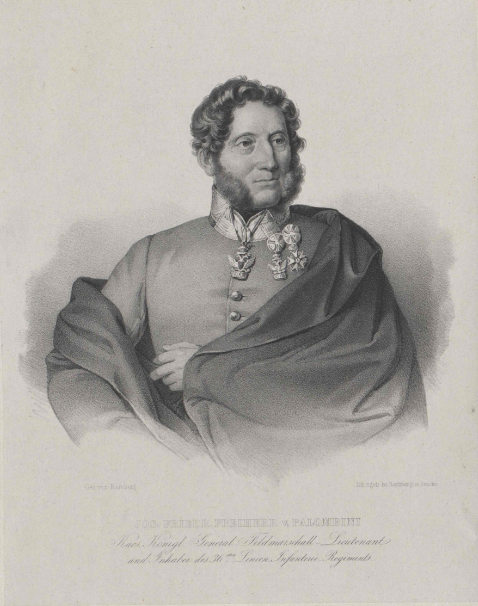
Giuseppe Palombini, a serviço da Áustria. A impressão em sépia com a etiqueta JOS FRIEDR FREIHERR V PALOMBINI mostra um homem com costeletas de carneiro. Ele veste um uniforme militar cinza-claro e está envolto em uma capa mais escura.

Os generais Loy e Caro trouxeram 1.100 soldados da cavalaria espanhola para a frente e atacaram. Parcialmente escondido por algumas árvores, este ataque inesperado caiu sobre os três esquadrões franceses à esquerda de Harispe, derrotando-os. Loy liderou seus soldados para capturar três canhões e quase invadiu a 116º Regimento de Linha, que mal teve tempo de recuar em ângulo para proteger o flanco imperial. Os cavaleiros de Caro galoparam atrás da cavalaria francesa derrotada. Na crise, Suchet ordenou que Palombini enviasse a brigada de São Paulo para tapar a brecha na linha. O marechal francês então cavalgou até os dois esquadrões restantes do 13º Regimento de Couraceiros e ordenou que atacassem. Os 350 couraceiros colidiram com a cavalaria espanhola e a dispersaram. Tanto Loy quanto Caro tentaram bravamente reunir seus soldados; ambos foram gravemente feridos e capturados. Os couraceiros cavalgaram sobre uma bateria espanhola e só foram detidos quando chegaram ao riacho Picador, na retaguarda espanhola, onde foram atacados pelos canhões da Reserva Valenciana. Nesse momento, a divisão de Lardizabal ainda se defendia em um combate de mosquetes com os soldados de Harispe.
Seguindo os couraceiros, os italianos de São Paulo repeliram a última cavalaria espanhola e, em seguida, avançaram pelo flanco direito desprotegido de Lardizabal. Os soldados de Lardizabal tiveram um ótimo desempenho, mas a divisão finalmente ruiu sob a pressão da frente e dos flancos. Blake havia posicionado seu posto de comando e reservas muito atrás para influenciar a batalha. Como observou um de seus homens, Blake deu a ordem inicial de avançar e então deixou os acontecimentos seguirem seu curso. Quando as tropas de Lardizabal cederam, Blake finalmente superou sua inércia e deu ordens para que sua ala direita recuasse rapidamente, para se proteger do perigo, e começou a organizar uma retirada geral. Zayas conseguiu repelir Habert e fazer a maioria de suas tropas atravessar o riacho Picador.
O batalhão da Guarda Valona da divisão de Zayas defendeu a vila de Puzzol, onde atraiu a atenção da divisão de Habert. Após uma dura luta, 400 homens do batalhão foram capturados, mas isso permitiu que o restante da divisão de Zayas escapasse sem maiores perdas. As tropas de Lardizabal não tiveram a mesma sorte. Após a retirada, o general reorganizou a divisão ao lado da Reserva. Houve uma pausa na batalha, durante a qual Suchet reordenou seus regimentos e determinou que o 4º Regimento de Hussardos, reunido à direita, ajudasse Chłopicki a reunir os prisioneiros. Então, Suchet liberou seu último regimento, o 24º Regimento de Dragões, diretamente pela estrada principal. Os dragões avançaram sobre os sobreviventes de Lardizabal, dispersaram os últimos batalhões formados e apreenderam dois canhões e quatro bandeiras.  A perseguição imperial continuou por 11 km.

## Resultado
O exército de Blake perdeu cerca de 1.000 mortos e feridos, principalmente nas divisões veteranas de Zayas e Lardizabal. Os franceses fizeram 4.641 prisioneiros e capturaram 12 canhões. O 2º Regimento de Badajoz perdeu 17 oficiais e 521 homens de um total de 800, a maioria feitos prisioneiros. Harispe e Habert perderam 41 oficiais enquanto lutavam contra as duas divisões de veteranos espanhóis. Chłopicki e Robert sofreram apenas sete baixas. Como de costume, Suchet subestimou suas perdas em 130 mortos e 590 feridos. O total de baixas espanholas chegou a cerca de 6.000. As perdas francesas foram provavelmente em torno de 1.000 mortos e feridos.
No dia seguinte, Suchet enviou um emissário a Andriani, pedindo a rendição da guarnição. Andriani logo cedeu. Depois de ver o exército de socorro dispersado diante de seus olhos, as tropas da guarnição não tinham mais estômago para um cerco. A essa altura, as trincheiras de cerco francesas estavam muito próximas das defesas espanholas. O reduto de Dos de Mayo estava em ruínas devido ao bombardeio e provavelmente teria sucumbido ao próximo ataque. Os 2.500 sobreviventes tornaram-se prisioneiros franceses, embora 200 deles estivessem doentes ou feridos demais para serem removidos do hospital. A maioria dos 17 canhões estava destruída e sua munição estava baixa, embora houvesse cartuchos de mosquete suficientes para prolongar a defesa.
Suchet poderia ter avançado até Valência e dispersado os 22.000 sobreviventes do desmoralizado exército de Blake. Em vez disso, o marechal francês hesitou após a vitória. Após providenciar uma guarnição para o Castelo de Sagunto e destacar uma brigada para escoltar os prisioneiros espanhóis até a retaguarda, ele tinha apenas 15.000 homens disponíveis para as operações de campo. Suchet recusou-se a usar a brigada de Ficatier porque ela assegurava as estradas por onde seus alimentos e suprimentos chegavam. Ele queria as divisões de Severoli e Reille para o avanço até Valência. Severoli estava sob suas ordens, mas as tropas daquele general guardavam Aragão. Para obter a ajuda de Reille, Suchet precisava da permissão de Napoleão. Esse consentimento chegaria somente em dezembro.

## Links externos
- Media relacionados com Batalha de Sagunto no Wikimedia Commons